# Théâtre de Nevers
Le théâtre de Nevers est un édifice situé place des Reines de Pologne, à Nevers, dans le département de la Nièvre en France. Il est édifié entre 1809 et 1823.

## Historique
Entre 1795 et 1801, plusieurs volontés se manifestent afin de voir s'édifier à Nevers une salle de spectacle conforme au goût moderne qui puisse satisfaire les désirs d'un public de plus en plus nombreux. Le théâtre fut édifié par la municipalité de 1809 à 1823, d'après les dessins de l'ingénieur départemental Lebrun. Les travaux ont commencé le 25 novembre 1809.
Devant le bâtiment, la place a été agrandie et pavée. Des bornes limitent l'esplanade. Les travaux furent interrompus le 1er juillet 1815 par l'arrivée des troupes alliées et ne reprirent qu'en 1822 avant  de s'achever en 1823. Le 6 janvier 1824 a lieu l'inauguration du nouveau théâtre de la ville avec la pièce "Barberousse et Barbe Noire". Des travaux d'amélioration furent également réalisés entre 1833 et 1836. Cependant, la restauration complète de la salle ne date que de 1844 à 1854.
Le 20 décembre 1898, Émile Vernon, artiste peintre à Tours, peindra le plafond de la salle en 1899 qu'il signera et datera.
En 1899, le théâtre est entièrement réaménagé par l'architecte Brazeau afin de satisfaire aux nouvelles dispositions de sécurité décidées à la suite de l'incendie meurtrier de l'Opéra comique de Paris (mai 1887). Les escaliers de secours latéraux sont réalisés à cette date. Enfin un péristyle couvert d'une terrasse ajoute à la monumentalité de l'entrée. (source : "Cheminement piéton de la Ville de Nevers").
Endommagé par le bombardement du 16 juillet 1944, le théâtre fermera en 1971 pour des raisons de sécurité. Il rouvrira en 1980 après d'importants travaux de rénovation.

## Architecture
Cette salle à l'italienne présente une façade de pierre de taille des environs de Nevers, des murs en moellons, une enceinte de salle en brique, une charpente en chêne, une couverture en ardoise et une serrurerie en gros fer. 
Sa construction est dite à l’italienne, dans un style néo-Renaissance. Établi sur l'emplacement de la cour de la Comédie du château des ducs de Nevers et réaménagé tout au long du XIXe siècle, il présente une façade en pierre de taille des environs de Nevers, des murs en moellons, une enceinte de salle en brique, une charpente en chêne, une couverture en ardoise et une serrurerie en gros fer.

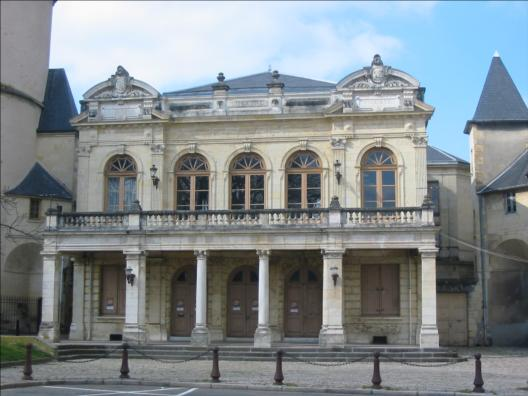
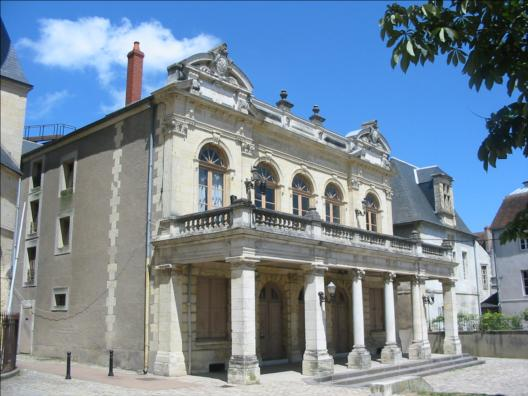